# Carex albidibasis
Carex albidibasis är en halvgräsart som beskrevs av Tetsuo Michael Koyama. Carex albidibasis ingår i släktet starrar, och familjen halvgräs. Inga underarter finns listade i Catalogue of Life.